# Ilse Seglow

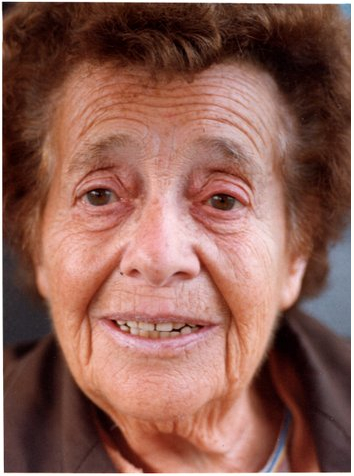
Ilse Seglow (1982)

Ilse Seglow (* 28. Oktober 1900 in Hamburg; † 9. Juli 1984 in London) war eine deutsch-britische Psychotherapeutin, Sozialarbeiterin, Schauspielerin und eine Pionierin der Gruppenanalyse.
Seglow ist ein selbstgewählter Name, den sich Ilse, geb. Seligmann, verh. Goldner und verh. Ziegellaub im Londoner Exil zugelegt hatte.

## Leben

### Kindheit und Jugend
Als Tochter des liberalen Rabbiners Caesar Seligmann und seiner Frau Ella, geb. Kauffmann, wurde Ilse Magdalene Seligmann am 28. Oktober 1900 in Hamburg geboren. Sie hatte zwei ältere Brüder und eine jüngere Schwester, Eleonore Seligmann, die sich später Evelyn Anderson nannte.
Die Familie Seligmann zog 1902 nach Frankfurt am Main, wo Ilse die Schule besuchte. Sie wird als ein rebellisches Kind beschrieben, das früh den Mut aufbrachte, gegen wahrgenommenes Unrecht zu protestieren. Obgleich ausgesprochen intelligent, führten ihre schlechten Noten in Mathematik, die Vernachlässigung ihrer Hausaufgaben sowie ihre Neigung, die Lehrer zum Narren zu halten, zum vorzeitigen Verlassen des Gymnasiums.
Ilse Seligmann arbeitete zunächst als Kindergärtnerin und Sozialarbeiterin und absolvierte eine Schauspielausbildung bei Louise Dumont in Düsseldorf. Bereits seit der Schulzeit engagierte sie sich in der deutsch-jüdischen Jugendbewegung Kameraden. Hier lernte sie den Arzt Martin Gerhard Goldner kennen, den sie 1926 heiratete. Das Paar zog gemeinsam nach Berlin, wo sich Ilse Goldner für das politische Theater Erwin Piscators begeisterte. Sie übernahm verschiedene Engagements an deutschen Bühnen, bis ihr in Potsdam 1929 der Intendant sagte, sie sei zwar sehr begabt, sehe aber zu jüdisch aus. Sie beschloss, Psychoanalytikerin zu werden und wurde 1930 nach bestandener Begabtenprüfung zum Studium der Soziologie, Psychologie und Geschichte in Berlin zugelassen.
In Berlin verkehrte sie in Bohème-Treffpunkten wie der Lunte und der Katakombe und wurde Mitglied der Kommunistischen Partei Deutschlands.
1931 arbeitete sie bei Wilhelm Reichs Beratungsstelle für Sexualaufklärung (Sexpol). Ende 1931, nach Scheidung von Goldner, wechselte sie zum Soziologiestudium bei Karl Mannheim an die Frankfurter Universität. Ihre Doktorarbeit mit dem Titel „Schauspiel und Gesellschaft“ wurde von Norbert Elias betreut, mit dem sie eine lebenslange Freundschaft verband. Entscheidend geprägt wurde sie von abendlichen Diskussionsrunden des Instituts für Sozialforschung im Café Laumer, wo sich neben Mannheim und Elias auch Persönlichkeiten einfanden wie Paul Tillich, Erich Fromm, Max Horkheimer, Theodor Adorno, Kurt Goldstein, Max Wertheimer und Sigmund Fuchs (der sich später im Exil S.H. Foulkes nannte und die Gruppenanalyse entwickelte). Sie begann eine Analyse bei Karl Landauer. Von Max Eitingon wurde ihr eine Ausbildung am Berliner Psychoanalytischen Institut in Aussicht gestellt, sobald sie ihr Studium abgeschlossen hätte. Aufgrund der politischen Entwicklung in Deutschland blieben ihr der Abschluss der Dissertation sowie die psychoanalytische Ausbildung jedoch verwehrt.

### Exil

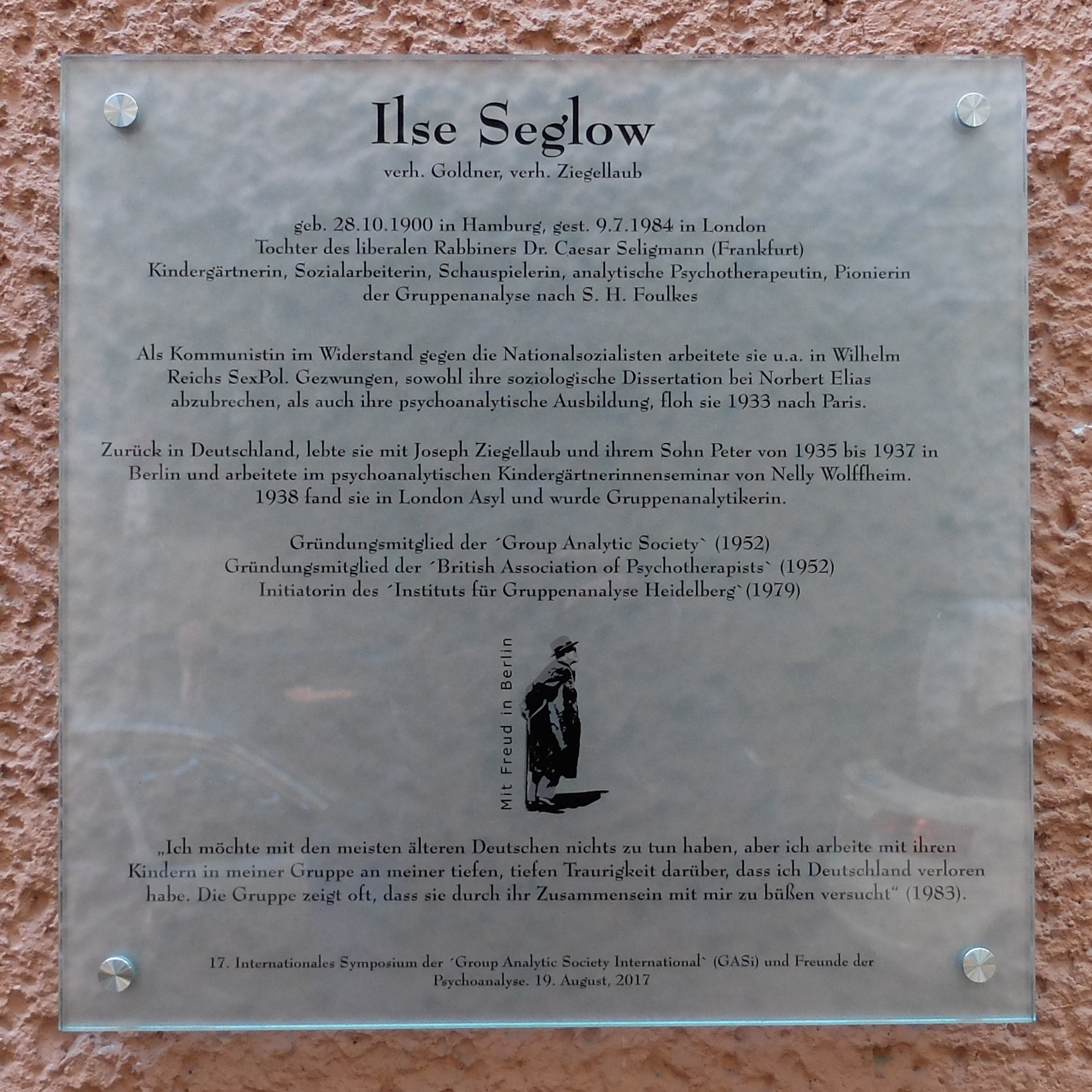
Gedenktafel für Ilse Seglow in der Duisburger Straße 2, Berlin-Wilmersdorf, aus der Reihe Mit Freud in Berlin

1933 drohte Ilse Goldner als Kommunistin im Widerstand gegen den Nationalsozialismus und als Jüdin die Verhaftung. Sie floh mit ihrem neuen Partner, dem Dramaturgen Joseph Ziegellaub nach Paris. Die beiden heirateten und ihr gemeinsamer Sohn Peter wurde geboren. Ilse Ziegellaub beteiligte sich am Aufbau eines Hilfskomitees für jüdische Flüchtlinge und verdiente durch Buchbinderei den Lebensunterhalt für ihre Familie. 1934 kehrten die Ziegellaubs nach Berlin zurück, wo Ilse im psychoanalytischen Kindergärtnerinnenseminar ihrer Freundin Nelly Wolffheim tätig war.
1937 emigrierte Ilse Ziegellaub mit ihrer Familie nach England, wohin sich bereits ihre Schwester Evelyn in Sicherheit gebracht hatte. Es gelang, auch die Eltern und weitere Freunde nach England zu holen. Ein Stipendium ermöglichte Ilse Ziegellaub die Ausbildung zur psychiatrischen Sozialarbeiterin an der London School of Economics mit anschließender Tätigkeit an verschiedenen Erziehungsberatungsstellen und Schulen. 1944 ließ sie sich von Joseph Ziegellaub scheiden und nannte sich fortan Ilse Seglow. 1949 begab sich Ilse Seglow nach Wien, um über eine Lehranalyse bei Otto Fleischmann und Supervision durch August Aichhorn die Aufnahme in die Internationale Psychoanalytische Vereinigung zu erreichen. Das Vorhaben scheiterte jedoch am plötzlichen Tode Aichhorns und der Emigration Fleischmanns in die Vereinigten Staaten, woraufhin Seglow nach London zurückkehrte.

### Gruppenanalyse
Zusammen mit Patrick DeMare, Claire Winnicott, Walter Schindler, Jane Abercrombie, Malcom Pines, Norbert Elias und anderen nahm Ilse Seglow 1952 an den ersten gruppenanalytischen Sitzungen von S. H. Foulkes teil. Es kam zur Gründung der Group Analytic Society.
1951 gehörte Ilse Seglow zu den Gründungsmitgliedern der British Association of Psychotherapists, einem Berufsverband nichtärztlicher Psychotherapeuten verschiedener Richtungen. Zusammen mit Kollegen organisierte Seglow Beratungsangebote, die auf rege Nachfrage stießen, was auch in der Besonderheit begründet lag, dass sich die Honorare am Einkommen der Patienten orientierten.
1973 gründete Seglow das London Centre for Psychotherapy und leitete es bis ins hohe Alter. Schüler von ihr etablierten 1979 das Institut für Gruppenanalyse Heidelberg, das ganz im Geiste Ilse Seglows nicht nur Ärzte und Psychologen, sondern von Sozialarbeitern über Lehrer und Theologen all jene ausbildet, die in ihren Berufen mit Gruppen zu tun haben.
Neben dem Bemühen, auch die gesellschaftskritischen Potentiale der Gruppenanalyse weiterzuentwickeln, verband sich mit Seglows Praxis ein besonderes soziales Engagement, „die idealistische Vision, daß analytische Psychotherapie für die erreichbar gemacht werden sollte, die nach solcher Hilfe hungerten, ob sie dafür bezahlen konnten oder nicht.“

## Ehrungen
Vom 26. bis 29. Oktober 2023 veranstaltete die Deutsche Gesellschaft für Gruppenanalyse und Gruppenpsychotherapie im Jüdischen Museum Frankfurt  einen viertägigen Workshop zum Thema „Deutsch-jüdische Konstellationen auf dem Weg zur Gruppenanalyse. Die Stiftungsuniversität Frankfurt am Main vor 1933 als Zentrum humanwissenschaftlicher Interdisziplinarität“'. Im Zentrum des Workshops stand das zwischen 1921 und 1933 existierende interdisziplinäre Netzwerk an der Frankfurter Universität, innerhalb dessen sich die Gruppenanalyse entwickelte, und das Fragment dieses Netzwerkes, das nach der erzwungenen Emigration in England Fuß fassen konnte. „Für uns ist das Fragment in England besonders wichtig, in dem sich S.H. Foulkes, Norbert Elias, Karl Mannheim und Ilse Seglow zur lockeren Zusammenarbeit zusammenfanden, die wegweisenden Einfluss auf die Entwicklung der Gruppenanalyse genommen hat.“